# روبرتو باسیلیکو
روبرتو باسیلیکو (انگلیسی: Roberto Basílico؛ زادهٔ؟) بازیکن فوتبال اهل آرژانتین است.
از باشگاه‌هایی که در آن بازی کرده‌است می‌توان به باشگاه فوتبال ریور پلاته اشاره کرد.